# Дунаево (Костромская область)
Дунаево — упразднённая деревня в Пыщугском районе Костромской области России. Входила в состав Пыщугского сельского поселения. Исключена из учётных данных в 2024 году.

## География
Расположена у левого берега реки Пыщуг в 29 км к северо-северо-западу от села Пыщуг, в 8 км к западу от автодороги Пыщуг — Никольск.

## История
В 1966 году указом президиума ВС РСФСР деревня Собакинцы переименована в Дунаево.

## Население
| 2008 | 2010 | 2014 |
| ---- | ---- | ---- |
| 0    | →0   | →0   |